# Retrato de hombre joven (Andrea del Sarto)
Retrato de un hombre joven es una pintura ejecutada por Andrea del Sarto entre 1517 y 1518. Está conservado, pero no expuesto, en la National Gallery de Londres.

## Identidad del retratado
El sujeto del retrato es de difícil identificación. Se consideraba en el pasado que se trataría de un escultor, dada la similitud del objeto en sus manos con un bloque de mármol. Si en cambio el objeto fuera un libro, como han sugerido algunos, sería verosímil una identificación con Giovan Battista Puccini, protector del pintor y de cuya colección procede la pintura; sin embargo, en la época de la ejecución Puccini tenía cincuenta y cuatro años. Otro nombre sugerido es Paolo de Terrarossa, también mecenas de Andrea del Sarto y mercader de ladrillos, lo cual cuadra con el objeto en las manos de este hombre apuesto que, suavemente iluminado por una luz que parece proceder de una ventana alta a la izquierda, gira la cabeza para mirar al espectador por encima del hombro.

## Otros proyectos
- Wikimedia Commons contiene imágenes y otros archivos de Ritratto di giovane